# Popfoto
Popfoto is een maandelijks (later tweewekelijks) muziektijdschrift dat verscheen tussen 1966 en 1995.
Popfoto ontstond in augustus 1966 als opvolger van Tuney Tunes, waarvan het eerste nummer was verschenen op 6 augustus 1942. In 1969 vond een fusie plaats met Teenbeat. Mede als gevolg daarvan steeg de oplage van Popfoto tot 230.000 exemplaren.
Anders dan concurrenten als Muziek Expres en Muziek Parade, richtte Popfoto zich primair op meisjes. Foto's en posters van populaire meisjesidolen kregen in het blad een prominente plaats; ook werd veel ruimte besteed aan songteksten, (foto)strips, prijsvragen, 'beautytips' en mode. Aan serieuze popjournalistiek werd niet of nauwelijks gedaan.
Eigenaar en oprichter Paul Acket verkocht Popfoto in 1974, samen met Muziek Expres, voor een miljoenenbedrag aan uitgeverij VNU. Aan de bloeiperiode van het blad kwam snel daarna een einde: de oplage van Popfoto kelderde van 325.000 exemplaren in 1974 naar 237.302 in 1980 tot 85.000 in 1990. Ook de overschakeling in februari 1989, van een maandelijkse naar een tweewekelijkse verschijningsfrequentie, werd geen succes. In 1995 werd de naam van Popfoto veranderd in Fancy. Onder die titel hield het blad het nog vijftien jaar vol. In augustus 2011 werd bekendgemaakt dat Fancy in november van dat jaar zou worden opgeheven. Het laatste, door HOI, Instituut voor Media Auditing verstrekte oplagecijfer bedroeg 35.335 exemplaren.
Tot 1980 verscheen ook een Duitstalige versie van Popfoto, met – tot 1974 – grotendeels dezelfde inhoud als de Nederlandse editie.

## Publicaties
- Henk van Gelder en Hester Carvalho: Gouden tijden. Vijftig jaar Nederlandse popbladen. Amsterdam, Uitgeverij Jan Mets, 1993. ISBN 90-5330-121-6